# Tagoloan (Misamis Oriental)
Tagoloan is een gemeente in de Filipijnse provincie Misamis Oriental op het eiland Mindanao. Bij de laatste census in 2007 had de gemeente ruim 56 duizend inwoners.

## Geografie

### Bestuurlijke indeling
Tagoloan is onderverdeeld in de volgende 10 barangays:
| - Baluarte - Casinglot - Gracia - Mohon - Natumolan | - Poblacion - Rosario - Santa Ana - Santa Cruz - Sugbongcogon |

## Demografie
Tagoloan had bij de census van 2007 een inwoneraantal van 56.499 mensen. Dit zijn 9.850 mensen (21,1%) meer dan bij de vorige census van 2000. De gemiddelde jaarlijkse groei komt daarmee uit op 2,68%, hetgeen hoger is dan het landelijk jaarlijks gemiddelde over deze periode (2,04%). Vergeleken met de census van 1995 is het aantal mensen met 15.570 (38,0%) toegenomen.
De bevolkingsdichtheid van Tagoloan was ten tijde van de laatste census, met 56.499 inwoners op 117,73 km², 479,9 mensen per km².

## Geboren in Tagoloan
- Rosalina Abejo (13 juli 1922), componist en musicus (overleden 1991).